# Marta Ferrari
Marta Ferrari (Verona, 9 giugno 1991) è una rugbista a 15 ed ex judoka italiana, pilone del club francese del Rennes.

## Biografia
Cresciuta, come sua sorella Valeria, nel judo, praticò tale disciplina fino a 18 anni: rappresentò l'Italia tra il 2006 e il 2009 e vinse diversi titoli nazionali e internazionali U-18 (due campionati italiani e due europei) nonché un titolo di vicecampione d'Italia seniores nel 2008; nel 2009, a causa di un infortunio, fu introdotta alla sua nuova disciplina da una rugbista giunta nella palestra dove si allenava per apprendere il judo; dopo un breve passaggio al Verona fu al Riviera del Brenta con cui vinse subito il titolo a fine stagione.
Esordì nell'Italia femminile nel corso del campionato europeo 2012 a Rovereto contro l'Inghilterra e nella successiva partita, che diede alle Azzurre il terzo posto nella competizione, realizzò la sua prima meta internazionale, contro la Spagna.
Fu, di nuovo, campione d'Italia nel 2013 con Riviera poi, terminati gli studi in scienze motorie all'università di Verona, si trasferì in Francia al Rennes.
Grazie alla sua frequenza accademica fu idonea alla selezione nella nazionale italiana a sette che prese parte al torneo delle Universiadi a Kazan' in cui l’Italia si aggiudicò l’argento sconfitta in finale 10-30 dalla Russia.
Alla rassegna mondiale in Irlanda fu tra le convocate, anche se fu costretta a terminare anzitempo il torneo  nell'ultimo incontro della fase a gironi contro la Spagna a causa di un infortunio al crociato anteriore del suo ginocchio sinistro, per il quale la diagnosi iniziale fu tra i quattro e i cinque mesi di sospensione dell'attività.

## Palmarès
- Campionati italiani: 2
2011-12, 2012-13